# Titularbistum Calatia
Calatia (ital.: Galazia in Campania) ist ein Titularbistum der römisch-katholischen Kirche.
Es geht zurück auf einen untergegangenen Bischofssitz in der gleichnamigen antiken Stadt, die in der Landschaft Kampanien an der Westküste der Italienischen Halbinsel lag.
| Titularbischöfe von Calatia |                                                     |                                                   |                  |                    |
| Nr.                         | Name                                                | Amt                                               | von              | bis                |
| 1                           | Anton Herre                                         | Weihbischof in Rottenburg-Stuttgart (Deutschland) | 12. Oktober 1970 | 24. September 1993 |
| 2                           | Jean-Paul Aimé Gobel Titularerzbischof pro hac vice | Apostolischer Nuntius                             | 7. Dezember 1993 |                    |